# Fysioterapi i Sverige
Sjukgymnastik i Sverige har funnits under en längre tid. Pehr Henrik Ling grundade 1813 Kungl. Gymnastiska centralinstitutet (CGI) som var en statlig institution som utbildade sjukgymnaster efter dåtidens forskningsrön. Vid denna tid kallades sjukgymnastiken även mekanisk medicin och ansågs kunna bota även inre kroppsliga problem som hjärtsvaghet och gonorré. De svenska sjukgymnasterna var vid denna tid män som tillhörde samhällets övre sociala skikt, ofta officerare, och de bar ofta titeln gymnastikdirektör. De blev mycket populära runt om i världen och på 1830-talet utgjorde de och sjukgymnastiken en stor kulturell export från Sverige. Ett exempel är Henrik Kellgren, som bedrev institut i flera europeiska storstäder och i Sanna utanför Jönköping.
Vid denna tid uppstod en konflikt mellan läkarna och sjukgymnasterna i och med att läkaren Nils Åkerman, Sveriges förste ortoped, grundade ett privat institut, där han bland annat började behandla patienter med en egen utarbetad sjukgymnastik. Detta fick CGI att protestera i form av bland annat tidningsartiklar och riksdagsmotioner eftersom Åkerman med sitt institut utmanade CGI:s utbildningsmonopol. Konfliken löstes först 1864 då CGI fick ensamrätt att utbilda sjukgymnaster men läkarna fick samtidigt insyn i verksamheten. Samma år öppnade även en sjukgymnastikutbildning för kvinnor, vilket var en av de första yrkesutbildningarna i Sverige för kvinnor. Detta ledde på sikt till en statussänkning och på 1930-talet då yrket helt dominerades av kvinnor så ansågs det inte heller ha någon vetenskaplig tyngd. En av dåtidens största kritiker var Patrik Haglund, förste professor i ortopedi vid Karolinska Institutet som menade att "riktig sjukvård" skulle utföras av läkare.
1934 beslutade riksdagen att yrket skulle splittras upp i två olika grenar: sjukgymnastik och gymnastik för friska. Utbildningen fortsatte att drivas i CGI:s regi under överinseende av Karolinska Institutet. För att få utbilda sig till gymnastiklärare måste man ha en gymnasieexamen medan det bara krävdes en grundskoleutbildning för sjukgymnasterna. Detta ledde till en än större könsuppdelning där männen blev gymnastiklärare och fick behålla titeln gymnastikdirektör, medan kvinnorna blev sjukgymnaster. Först på 1960-talet började män återigen utbilda sig till sjukgymnaster och 1977 återfick utbildningen högskolestatus.

## Nuvarande förhållanden
1 januari 2014 byttes yrkestitel från sjukgymnast till fysioterapeut. Det är en yrkestitel skyddad i lag och får bara användas av de som legitimerats av socialstyrelsen.
Fysioterapeutprogrammet är i dag en universitetsutbildning på 180 hp (högskolepoäng) vilket ger en kandidatexamen i medicinsk vetenskap med huvudområde fysioterapi: man kan därefter ta magisterexamen (60 hp), licentiatexamen (120 hp) samt doktorsexamen (240 hp). Utbildningen finns på flera orter, i Västerås, Göteborg, Lund, Luleå, Stockholm, Umeå, Linköping och Uppsala.
Ansökan om specialistkompetens kan göras då man uppfyller kraven med bland annat magisterexamen och publicerad vetenskaplig artikel eller framträtt i större akademiska sammanhang. Specialistkompetens finns inom en rad områden, bland annat pediatrik, ortopedi, Intensivvård, smärta, respiration, hjärt- och kärlsjukdomar. På flera sjukhus har inrättats specialisttjänster.
Det finns flera professurer inom ämnet fysioterapi/sjukgymnastik.
Som sjukgymnast kan man arbeta inom många olika områden exempelvis sjukhus, företagshälsovård, habilitering, rehabiliteringsklinik, primärvård, idrottsklinik, ergonomi och personlig tränare.
Fysioterapeut är en skyddad yrkestitel inom hälso- och sjukvård. För att få använda sig av yrkestiteln krävs en legitimation, vilken i Sverige utfärdas av Socialstyrelsen på basis av erhållen fysioterapeutexamen. Fysioterapeuter arbetar med hälso- och sjukvård vid sjukhus, inom primärvård, äldreomsorg, skolhälsovård och företagshälsovård. De arbetar också inom hjälpmedelsverksamhet och som lärare och forskare på högskolor och universitet.
På sjukhus arbetar fysioterapeuten ofta i team med andra yrkesgrupper, såsom läkare, sjuksköterskor, undersköterskor, arbetsterapeuter, dietister och kuratorer. Läkaren har ansvar för medicinsk diagnostik och medicinsk behandling, medan fysioterapeuten har ansvar för fysioterapisk diagnostik och behandling. Vissa specialistfysioterapeuter diagnostiserar och behandlar även vissa medicinska tillstånd.
Inom primärvård har fysioterapeuten en självständig roll och eget ansvar för diagnostik inom sitt område. Fysioterapeuten är idag ofta förstabedömare för besvär besvär i rörelseapparaten. Arbetet handlar om bedömning och behandling av olika typer av besvär exempelvis muskuloskeletala. Fysioterapeuten håller även ofta i olika typer av skolor som exempelvis KOL-, stress-, smärtskolor.